# Delta Electronics
Delta Electronics, Inc. er en taiwansk elektronikproducent med hovedkvarter i Taipei. De kendes for deres strømforsyninger, computerblæsere og switch-mode-strømforsyninger. De er tilstede på ca. 200 lokaliteter på verdensplan, hvilket inkluderer fremstilling, udvikling og salg.
Deltas produkter benyttes af computerproducenter, bilproducenter og af producenter til forskellige industriprodukter.